# 阿薩·詹寧斯
阿薩·詹寧斯（英語：Asa Kent Jennings；1877年9月20日—1933年1月27日）基督教青年會（YMCA）紐約州分部的成員。他於1877年出生在紐約州門羅縣韋伯斯特的一個牧師家庭，他是六個孩子當中的第二個孩子。父親是海拉姆·簡寧斯（Hiram Jennings），母親是艾瑪·卡薇（Emma Carvy）。
他早先在雪城大學接受過教育，在這之後以基督教青年會爲工作職業。阿薩·詹寧斯在基督教青年會工作時認識了艾米·威爾（Amy M. Will）。兩人於1902年8月5日在新娘父母的家鄉克利夫蘭的家中結婚。婚後，兩人共生育四個孩子，奧莎（Ortha）出生於1903年，阿薩·維爾（Asa Will）出生於1907年，韋伯（Wilber F）出生於1909年，伯莎（Bertha M.）出生於1914年。
1904年，阿薩·詹寧斯被診斷出患有波特氏病，被認為活不了幾年。阿薩·詹寧斯不得不花了幾個月的時間進行治療，治療過程既困難又痛苦。最後，他的兩節受感染的脊椎骨被移除。這讓他身高縮短了5英吋（12.7公分）。為了支撐剩餘脊椎骨之間的空隙，醫生為他安裝上了金屬支架。康復後，阿薩·詹寧斯回到基督教青年會工作。
1908年，阿薩·詹寧斯被任命爲衛理公會牧師。之後，他在紐約州奧尼達縣尤蒂卡周圍的幾個小鎮擔任教會牧師。“幾乎沒有人能想到他將面對非凡的人生。畢竟，他的健康狀況欠佳，而他的志向是成為一名循道會牧師。大多數人可能會想像他在紐約州北部某個昏昏欲睡的小鎮上向小會眾講道。然而在地球另一端發生的某事件最終改變了阿薩·詹寧斯的人生”。

## 在海外期間
一戰期間的1918年，他開始從事基督教青年會的國際事務工作，前後分別在法國和捷克斯洛伐克地區擔任秘書工作。隨著美國的參戰，阿薩·詹寧斯以基督教青年會身份志願加入了在法國前綫的紅十字會。
戰爭結束後，歐洲局勢并沒有平靜下來。1922年8月，第二次希土戰爭進入後期，他被派往士麥那去做服務工作。“當時士麥那是位於小亞細亞西岸的基督徒城市。不知是運氣不好還是命中注定，在阿薩·詹寧斯和他的家人抵達士麥那士14天後，土耳其軍隊入侵了這座城市。希臘軍隊迅速撤退，留下350,000名希臘、亞美尼亞和猶太難民無路可逃。他們的西面是大海，東面是逼近的土耳其軍隊。家園被洗劫一空，許多人被殺害，婦女被奸污。還有許多人在試圖接近停泊在附近的外國船隻時落水淹死。美國和英國的軍艦駐扎在海岸附近，接載他們自己的逃亡公民，但作為中立的一方，他們被命令不得參與其他任何行動。阿薩·詹寧斯將家人送回美國，自己則留下來。他安排運送食物供給難民。儘管危險重重，阿薩還是下定決心阻止即將發生的大屠殺，他冒著人身安全的巨大風險穿越戰區，與凱末爾這位威風凜凜、令人生畏的土耳其領導人會面。令人驚訝的是，亞薩成功說服凱末爾允許難民離開士麥那，但只給了他們11天的時間尋找離開土耳其的安全通道”。
於是阿薩·詹寧斯聯係希臘政府，希望能提供一些船隻接走難民。而希臘政府卻對阿薩·詹寧斯的要求置若罔聞，因爲對他的身份感到相當疑惑。因爲當時阿薩·詹寧斯是留在那裏的唯一的美國人，因此他認為自己是美國在士麥那的最高級官員也不為過。對希臘政府的瀆職無能感到憤怒的阿薩·詹寧斯在多次與希臘政府交涉之後，希臘政府終於同意排遣26艘船隻迎接難民，但是要讓阿薩·詹寧斯全部負責。阿薩·詹寧斯在這些船隻上插上美國國旗，在11天期限内接走了難民。
阿薩·詹寧斯的事跡傳到了沿岸的其他港口。這些港口透過廣播要求幫助他們的難民。阿薩·詹寧斯在第二年的大部分時間繼續安排指揮一支由55艘船組成的擴充船隊，將超過120萬名難民從黑海運送到敘利亞的各個港口。這些人如果留在土耳其，大部分將會面臨生命危險。阿薩·詹寧斯的舉動贏得了希臘和土耳其政府的尊重，在完成運送難民任務後，兩國政府通過阿薩·詹寧斯作為中間協調人，安排協商兩國之間的囚犯交換事宜。在希臘和土耳其的衝突結束之後，阿薩·詹寧斯留在了土耳其，並在當地建立了類似基督教青年會的組織——“土耳其之友”。

## 人生後期
希臘與土耳其戰爭結束之後的一段時間，作爲繼續在“土耳其之友”工作，他經常往返於美國和土耳其之間，最後由於身體健康原因不得不退休。回到美國之後，他與家人定居在佛羅里達州温特帕克。但是他一直關注著基督教青年會的人道主義工作。1933年1月27日，阿薩·詹寧斯在華盛頓特區與來自“土耳其之友”的友人會面之後在白宮附近散步時暈倒，在送往醫院的途中去世。去世之後，他被安葬在紐約州奧斯威格縣克利夫蘭市的克利夫蘭村公墓，他的妻子艾米後來與他合葬在一起。

## 榮譽
爲表彰和紀念阿薩·詹寧斯在士麥那大火期間以及之後的對希臘難民開展的人道救援活動，2016年2月14日希臘沃洛斯市為他樹立了一座紀念碑，並追授他希臘最高榮譽的“希臘救世主勛章”。詹寧斯的孫子羅傑·詹寧斯（Roger L. Jennings）代表他祖父出席了紀念碑揭幕儀式，德米特里阿斯大主教伊格納修斯（Ignatios）和數百名希臘人也一道出席了揭幕儀式。。

## 資料來源參考
- The American Hero Who Saved 350,000 Greeks in Smyrna
- 搜狐網站（2019.8.26）
- Webster Museum, Webster, NY, accessed July, 2020.
- Webster News (graduation class of 1899), Monroe County Mail, Fairport, NY April 27 1899 p3.
- “Personal” (marriage of Asa Jennings and Amy Will), Utica Observer, Utica, New York, July 24, 1902.
- “Greeks Honor Asa Jennings with Medals”, Utica Observer Dispatch, Utica, New York, December 27, 1922, p8.”
- Asa Jennings Succumbs at Florida Home”, Rochester Democrat and Chronicle, Rochester, New York, January 31 1933, p 12.
- “Death Takes Asa Jennings Humanitarian” Rochester Times-Union, Rochester, New York, January 31 1933, p 16.
- “Movie Short Tells of Heroism In Greece of Former Websterite”, Webster Herald, Webster, New York, April 24, 1947, p 1.
- Baker, Henry, “How a Y.M.C.A. Worker Achieved Fame”, Webster Herald, Webster, New York, May 29, 1947, p 3.
- 1880 Federal Census, Heritage Quest, July, 2020.
- 1892 Federal Census, Heritage Quest ,July, 2020.
- Find a Grave Asa Kent Jennings, accessed July, 2020.
- Ureneck, Lou, The GreatFire: One American’s Mission to Rescue Victims of the 20th Century’s First Genocide, Harper *Collins, 2015.
- Phantis, Asa Jennings, accessed July, 2020.
- Strange Destiny , Adams, Les, Metro-Goldwyn-Mayer [MGM], September 20, 1945.
- Waking the Lion [trailer], Jennings, Roger, accessed July 2020.
- Jennings, Roger, Waking the Lion, Xulon PRess Publication, 2015.